# 김형권

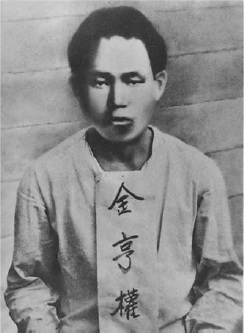
김형권

김형권(金亨權, 1905년 11월 4일 ~ 1936년 1월 12일)은 조선의 독립운동가이며 국민부 소속으로 군자금 모집활동을 하다 1930년 9월에 체포되어 서대문 감옥에서 옥사하였다. 본관은 전주로 김일성의 숙부이다. 김형건(金亨鍵)이란 이명으로도 나온다.

## 생애

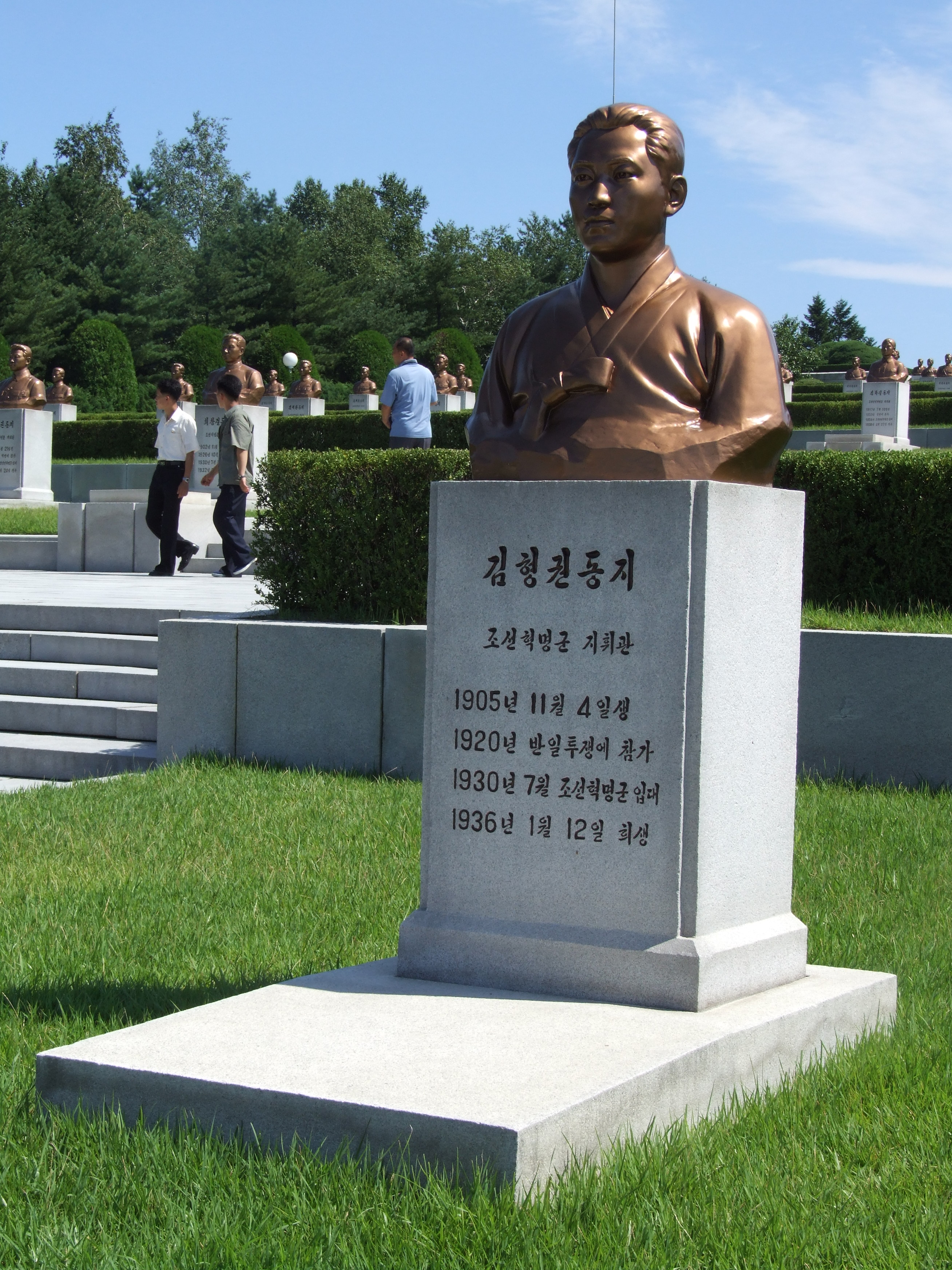
대성산혁명렬사릉에 전시된 김형권의 흉상

평안남도 평양부 고평면(현 평양)에서 김형직의 막내 남동생으로 태어났다. 큰조카인 김일성과는 7세 차이가 난다.
그의 초기 생애는 거의 알려진 것이 없다. 큰 형 김형직을 따라 일찍부터 만주에서 산 것은 사실로 보인다. 일제 법원의 판결문에 그의 직업이 의사로 적혀 있는 것으로 보아 만주에서 한의사를 하던 큰 형 김형직이 1926년 사망한 후 병원을 물려받아 운영한 것으로 보인다.
북한은 김형권(金亨權)이 조카 김일성의 지도를 받아 활동했다고 하지만 허황된  주장이고, 진실은 당시의 신문 보도에 나와 있다. 김일성의 부친 김형직은 민족계열독립운동 단체 정의부 소속이었고, 삼촌 김형권은 정의부가 확대 개편한 국민부 소속으로 공산주의와는 무관하다. 김형권은 최효일(崔孝一, 1904~1932), 박차석(朴且石) 등과 군자금 모집 결사대(軍資金募集决死隊)를 조직하고 1930년 8월 국내로 잠입하여 모금활동 중에 풍산군 안산면 내중리(豊山郡安山面內中里)에서 1박하고 8월 14일 다른 곳으로 가려다가 풍산경찰서 내중(內中)주재소 송산저삼(松山猪三) 순사부장을 만나자 그를 사살하고, 단원들을 나누어 일부는 후치령(厚峙嶺)에서 통행하는 자동차를 습격하여  군자금을 모집하였다. 다른 일부는 홍원(洪原)읍으로 들어가서 촤모(崔某)의 집에 유숙하다가 9월 3일 경찰에 체포되었다. 이때 도주한 정웅(鄭雄, 본명 정계빈[鄭桂㻞])은 이듬해 1931년 2월 3일 강원도 춘천에서 검거되었다.
1931년 10월 21일 함흥 지방법원의 1심 판결에서 주동자 최효일은 사형, 김형권은 15년, 박차석과 정계빈은 10년 징역형을 받았고, 1932년 4월 4일 경성 복심법원의 2심 판결에서도 1심과 같은 형량이 선고되었다. 김형권은 수형 도중 서대문 감옥에서 옥사하였다.
김형권은 조선민주주의인민공화국에서는 '불요불굴의 공산주의 혁명투사'로 높이 평가받고 있으며, 대성산혁명렬사릉에 그의 묘가 조성되어 있고 흉상이 세워져 있다. 량강도의 풍산군은 1930년 8월 14일 김형권이 무장 부대를 이끌고 파발리의 경찰 주재소를 습격한 사건을 기념하기 위하여 1990년 김형권군으로 개칭되었다. 조선민주주의인민공화국의 영화 《누리에 붙는 불》(1977)이 김형권의 독립운동을 소재로 하고 있다.

## 같이 보기
- 광주 학생 항일 운동
- 6·10 만세 운동

## 참고 자료
- 김일성 (1992). 〈제1부 항일혁명편〉. 《세기와 더불어》. 평양: 조선로동당출판사.

- 최효일(崔孝一), 김형권(金亨權), 박차석(朴且石), 정계빈(鄭桂㻞)에 대한 판결문 소화6년형공제501,502호 : 경성복심법원 1932년 4월 4일 (공훈전자사료관)

번역문 : 최효일(崔孝一), 김형권(金亨權), 박차석(朴且石), 정계빈(鄭桂㻞)에 대한 판결문 국가기록원 독립운동관련 판결문
- 무직 최효일(崔孝一) 28세 판결 소화 7년 형상 제7호 독립운동사자료집 10 : 독립군전투사자료집 / 독립군 관계 재판 기록 (공훈전자사료관)